# Памятник Суворову (Ростов-на-Дону)
Памятник Суворову — памятник русскому полководцу, генералиссимусу Александру Васильевичу Суворову в городе Ростов-на-Дону. Установлен в 1999 году, автор памятника — Анатолий Андреевич Скнарин.
Адрес: Ростов-на-Дону, пересечение переулка Университетского и улицы Суворова.

## История
Генерал-поручик Александр Васильевич Суворов в 1777 году был назначен в Приазовье командовать Кубанским корпусом. Путь на Кубань пролегал через крепость Святого Димитрия Ростовского, которая была в то время военной опорной базой для русских войск приазовском и задонском крае. За три месяца пребывания на Кубани Суворов организовал систему укреплений, сделал линию обороны неприступной для неприятеля. По правому берегу Кубани было построено четыре укрепления и 20 редутов. Крепость Димитрия Ростовского и многолюдные казачьи станицы стали прочным основанием для всей системы обороны, созданной Суворовым.
Во второй раз Суворов прибыл на Дон в 1782 году со своей семьёй. В это время в крепости святого Димитрия Ростовского размещался штаб военного корпуса. Готовя войска к походу против ногайцев, Суворов много часов посвятил военным учениям. Ожидая дальнейших распоряжений, Александр Васильевич проживал Ростове в доме коменданта.
По ходатайству А. В. Суворова перед императрицей Екатериной II, крымские армяне осели на Дону, основав город Нахичевань-на-Дону, села Крым, Чалтырь, Большие Салы, Султан-Салы, Несветай.
В 1999 году в Ростове-на-Дону был установлен памятник полководцу Суворову. Памятник установлен на пересечении пер. Университетского и улицы, носящей его имя. На этом месте в свое время стоял дом коменданта крепости Святого Дмитрия Ростовского, здесь А. В. Суворов жил, когда командовал Кубанским корпусом и организовывал строительство оборонительных рубежей между Доном и Кубанью. Автором памятника стал скульптор, заслуженный художник РФ А. Скнарин.

## Описание
Памятник Александру Васильевичу Суворову выполнен в виде бюста полководцу, установленного на пьедестале. На памятнике сделана надпись: «Потомство моё прошу брать мой пример. А. В. Суворов». Памятник окружает ограда, сделанная из мраморных тумб, которые соединены металлической цепью. На тумбах были размещены пушечные ядра, рядом находятся стилизованные изображения артиллерийских орудий суворовских времён. Памятник сооружен на средства выпускников суворовских и нахимовских училищ.
В Ростове-на-Дону есть ещё один памятник А. В. Суворову. Второй памятник был установлен по инициативе Ростовской региональной общественной организации «Суворовско-Нахимовский-Кадетский союз» 18 мая 2011 года, в годовщину смерти полководца. Памятник представляет собой бюст полководца, установленный на пьедестале. Автор памятника —  скульптор Анатолий Дементьев. Памятник установлен около входа в «Лицей № 27 им А В Суворова».